# Omphalentedon
Omphalentedon is een geslacht van vliesvleugeligen uit de familie Eulophidae. De wetenschappelijke naam van dit geslacht is voor het eerst geldig gepubliceerd in 1915 door Girault.

## Soorten
Het geslacht Omphalentedon omvat de volgende soorten:
- Omphalentedon dasi Narendran & Sheeba, 2006
- Omphalentedon longus Girault, 1915